# Astragalus arnoldii
Astragalus arnoldii är en ärtväxtart som beskrevs av William Botting Hemsley och Henry Harold Welch Pearson. Astragalus arnoldii ingår i släktet vedlar, och familjen ärtväxter. Inga underarter finns listade i Catalogue of Life.